# West Baden Springs
West Baden Springs és una població dels Estats Units a l'estat d'Indiana. Segons el cens del 2000 tenia 618 habitants.

## Demografia
Segons el cens del 2000, West Baden Springs tenia 618 habitants, 263 habitatges, i 175 famílies. La densitat de població era de 223 habitants/km².
Dels 263 habitatges en un 24,7% hi vivien nens de menys de 18 anys, en un 50,2% hi vivien parelles casades, en un 10,6% dones solteres, i en un 33,1% no eren unitats familiars. En el 29,3% dels habitatges hi vivien persones soles el 16% de les quals corresponia a persones de 65 anys o més que vivien soles. El nombre mitjà de persones vivint en cada habitatge era de 2,35 i el nombre mitjà de persones que vivien en cada família era de 2,88.
Per edats la població es repartia de la següent manera: un 21,7% tenia menys de 18 anys, un 8,3% entre 18 i 24, un 27,7% entre 25 i 44, un 26,5% de 45 a 60 i un 15,9% 65 anys o més.
L'edat mediana era de 40 anys. Per cada 100 dones de 18 o més anys hi havia 92,1 homes.
La renda mediana per habitatge era de 32.750 $ i la renda mediana per família de 40.357 $. Els homes tenien una renda mediana de 29.444 $ mentre que les dones 19.375 $. La renda per capita de la població era de 14.532 $. Entorn del 10,3% de les famílies i el 9,7% de la població estaven per davall del llindar de pobresa.

## Poblacions més properes
El següent diagrama mostra les poblacions més properes.